# Arsania
Arsania, Artania (arab. ارثانية ’Arṯāniya) – wzmiankowany w źródłach arabskich (Al-Gaihani i Ibn Haukal) jeden z trzech, obok Kujaby i Slawii, wschodniosłowiańskich ośrodków protopaństwowych na obszarze późniejszej Rusi, istniejących przed przybyciem Waregów.
Według relacji Ibn Haukala stolicą Arsanii było miasto Arsa. Mieszkańcy krainy nie wpuszczali nikogo na teren swojej krainy i zabijali wszystkich obcych. Handlowali z mieszkańcami Kujaby, eksportowali futro czarnych soboli oraz ołów.
Do dziś nie udało się ustalić, jakie tereny obejmowała Arsania. Jako prawdopodobne jej lokalizacje podaje się okolice Riazania, na pograniczu chazarskim, ale także górną Wołgę, Skandynawię, Starą Ładogę, Wołyń, Karpaty lub nawet wyspę Rugię na Morzu Bałtyckim.